# Gunnar Myrdal
Gunnar Myrdal (Gustafs, 6. prosinca 1898. – Danderyd, 17. svibnja 1987.)  švedski ekonomist, sociolog i političar. Godine 1974. dobio je Nobelovu nagradu za ekonomiju.
Diplomirao je na Pravnom fakultetu Sveučilišta u Stockholmu 1923. godine, doktorat iz ekonomije obranio je 1927. godine. Svoju suprugu Alvu Reimer upoznao je 1919. godine, a oženili su se 1924. godine. Iz braka s Alvom ima dvije kćeri i sina. Alva Myrdal je dobila Nobelovu nagradu za mir 1982. zajedno s Meksikancem Alfonsom Roblesom zbog zajedničkog zalaganja za međunarodno razoružanje u UN-u.
Godine 1974., dobio je Nobelovu nagradu zajedno s Friedrichom Hayekom za "svoj pionirski rad u teoriji novca i ekonomskim kolebanjima i za njegovu prodornu analizu međuovisnosti gospodarskih, društvenih i institucionalnih pojava." Dva nobelovca Hayek i Myrdal često su imali suprotstavljene stavove o planiranju. Myrdal u svojim radovima spominje tri vrste planiranja. Prvo je indikativno, okvirno, orijentaciono planiranje koje se primjenjivalo u zapadnim kapitalističkim zemljama. Drugo je sovjetsko planiranje koje Myrdal oštro kritizira, te treće najraširenije planiranje 
koje se primjenjuju u gotovo svim zemljama u razvoju.
Myrdal je u Sjedinjenim Američkim Državama najpoznatiji po svome proučavanju rasnih odnosa, koja je objavio u svojoj knjizi. U dvjeme knjigama „The Trend Toward Economic Planning“(1951.) i „Beyond Welfare State: Economic Planning and Its International Implications“ (1967.)  obrazlaže geneze i opravdanosti državnoga intervencionizma i planiranja u zapadnim ekonomijama u drugoj polovici 20. stoljeća.
Hospitaliziran je dva mjeseca prije nego što je umro u bolnici u Danderydu, nedaleko Stockholmu, 17. svibnja 1987. godine. Njegova kći Kaj Folster i njegov unuk, Janken Myrdal, bili su uz njega.  

## Vanjske poveznice
- Nagrada Švedske banke za Ekonomske znanosti u sjećanje na Alfreda Nobela 1974.  Arhivirana inačica izvorne stranice od 23. srpnja 2008. (Wayback Machine)
- Gunnar Myrdal, rast procesa i ravnoteža teorije
- IDEAS/RePEc